# Тыгда (село)
Ты́гда — село в Магдагачинском районе Амурской области России. Административный центр сельского поселения Тыгдинский сельсовет.

## География
Расположено в 2 км от левого берега реки Тыгда (приток Зеи), в 50 км к юго-востоку от районного центра, пгт Магдагачи. Федеральная трасса Чита — Хабаровск проходит примерно в 6 км восточнее села.

## История
В 1904 году на территории современного села Тыгда было всего 4 дома, построенных в районе оврага юго-восточной части современного села (конец улиц Партизанская и Кошелева). Поселение, вероятно, имело название Нижняя Фёдоровка. Именно это название среди старожилов восточной части Тыгды бытует до сих пор.
В 1958 году получен статус посёлка городского типа. В 1926—1963 и 1965—1977 годах — административный центр Тыгдинского района.
С 1993 года Тыгда — сельский населённый пункт.

## Население
| 1959 | 1970 | 1979 | 1989 |
| ---- | ---- | ---- | ---- |
| 5692 | 5360 | 5263 | 4694 |

| 1939  | 2002  | 2010  | 2012  | 2013  | 2014  | 2015  |
| ----- | ----- | ----- | ----- | ----- | ----- | ----- |
| 6354  | ↘3650 | ↘3319 | ↘3208 | ↘3157 | ↘3073 | ↘3010 |
| 2016  | 2017  | 2018  | 2021  |       |       |       |
| ↘3000 | ↘2994 | ↗3014 | ↘2476 |       |       |       |

## Инфраструктура
Станция Тыгда Забайкальской железной дороги на линии Сковородино — Хабаровск.

## Этимология
Название села Тыгда происходит от эвенкийского слова «тыгдэ», что означает «дождь», «дождевой». Тыгда — Дождевая река. Это название первоначально относилось к реке, на берегу которой находилось селение Тыгдинское (Малая Тыгда). Река Тыгда и сейчас ещё сильно разливается после каждого дождя, что, по всей видимости, и послужило её названием. Название левого притока Тыгды, протекающего в восточной части села — речки Улагач — происходит от эвенкийского слова «улагачин», означающего «промокший». Второй вариант названия: «тыгдэлэн», «тыгдылэн» — «мостик, бревно, перекинутое через ручей для перехода».